# Fornicia annulipes
Fornicia annulipes är en stekelart som beskrevs av William Harris Ashmead 1905. Fornicia annulipes ingår i släktet Fornicia och familjen bracksteklar. Inga underarter finns listade i Catalogue of Life.